# Sonido del Alma Gaucha
Sonido del Alma Gaucha é um grupo musical da cidade de Bagé, Rio Grande do Sul, de estilo musical regional gaúcho e latino-americano.

## Sobre o grupo
O grupo propõe um resgate das origens castelhanas da cultura gaúcha, tendo músicas em português e espanhol em todos os seus trabalhos. Um instrumento pouco visto na música nativista gaúcha também foi usado até o ano de 2012: o violino. Há alternância de vozes masculinas e femininas nos vocais. Já lançou 3 álbuns até o presente momento: Confraria de Fronteira (2008), Hermanos Pampeanos (2009) e Rio-Grandense e Platino (2011).
O segundo disco inovou, na discografia do gênero, ao trazer um clipe multimídia em homenagem ao historiador bajeense Tarcísio Taborda; um dos motivos que o levaram a indicação ao Prêmio Açorianos, no ano de 2010, na categoria Melhor disco regional.

## Prêmios e indicações

### Prêmio Açorianos
| Ano  | Categoria                | Indicação          | Resultado |
| ---- | ------------------------ | ------------------ | --------- |
| 2009 | Disco de Música Regional | Hermanos Pampeanos | Indicado  |
| 2013 | Álbum Infantil           | Piá                | Indicado  |